# Joel Griffiths
Joel Griffiths (n. 21 august 1979, Sydney, Noul Wales de Sud, Australia) este un fotbalist australian.
Între 2005 și 2008, Griffiths a jucat 3 de meciuri și a marcat 1 goluri pentru echipa națională a Australiei.

## Statistici
| Australia | Australia | Australia |
| An        | Meciuri   | Goluri    |
| --------- | --------- | --------- |
| 2005      | 1         | 1         |
| 2006      | 0         | 0         |
| 2007      | 1         | 0         |
| 2008      | 1         | 0         |
| Total     | 3         | 1         |